# Chateaux
Chateaux är en svenskt förlag. Chateaux bildades 2012 av Beata Berggren, Martin Högström och Peter Thörneby. Bland de utgivna titlarna finns poesitidskrifterna Slot och Chateaux.